# 2,6-dimethylpiperidin
2,6-dimethylpiperidin je souhrnné označení pro trojici izomerních organických sloučenin se vzorcem C5H8(CH3)2NH. Existují tři stereoizomery: nechirální (R,S)- a chirální (R,R) a (S,S) enantiomery. Dimethylpiperidiny jsou dimethylované deriváty piperidinu.
2,6-dimethylpiperidiny se připravují redukcí 2,6-lutidinu (2,6-dimethylpyridinu). Hlavním produktem reakce je nechirální izomer.
2,6-dimethylpiperidiny jsou zkoumány díky svým koordinačním vlastnostem. (R,S)-izomer se vyskytuje převážně v židličkové konformaci s ekvatoriálními methylovými skupinami. (R,R) a (S,S)-izomery se používají na přípravu chirálních sekundárních aminových skupin.